# Percey-le-Grand
Percey-le-Grand é uma comuna francesa na região administrativa de Borgonha-Franco-Condado, no departamento de Alto Sona. Estende-se por uma área de 13,88 km². Em 2010 a comuna tinha 79 habitantes (densidade: 5,7 hab./km²).